# Linia Maskouskaja
Linia Maskouskaja (pol. linia Moskiewska) – jedna z linii metra w Mińsku. Linia została otwarta wraz z metrem w 1984 roku z ośmioma stacjami i przecina miasto na osi północny wschód - południowy zachód. Obecnie składa się z 15 stacji i ma 19,2 km długości. Przejazd od początkowej do końcowej stacji trwa 28 minut. Linia kursuje od godz. 5:30 do godz. 1:00. W dni robocze w godzinach szczytu kursy odbywają się co 2 minuty, w soboty co 5 minut, a w niedziele co 5,5 minuty.

## Historia budowy
| Odcinek                           | Data otwarcia    |
| --------------------------------- | ---------------- |
| Instytut kultury – Maskouskaja    | 26 czerwca 1984  |
| Maskouskaja – Uschod              | 30 grudnia 1986  |
| Uschod – Uruczcza                 | 7 listopada 2007 |
| Instytut kultury – Piatrouszczyna | 7 listopada 2012 |
| Piatrouszczyna – Malinauka        | 3 czerwca 2014   |

## Lista stacji
| Kod | Nazwa                                                         | Rok otwarcia |
| --- | ------------------------------------------------------------- | ------------ |
| 110 | Malinauka                                                     | 2014         |
| 111 | Piatrouszczyna                                                | 2012         |
| 112 | Michałowa                                                     | 2012         |
| 113 | Hruszauka                                                     | 2012         |
| 114 | Instytut Kultury                                              | 1984         |
| 115 | Płoszcza Lenina                                               | 1984         |
| 116 | Kastrycznickaja (stacja przesiadkowa na linię Autozawodskają) | 1984         |
| 117 | Płoszcza Pieramohi                                            | 1984         |
| 118 | Płoszcza Jakuba Kołasa                                        | 1984         |
| 119 | Akademija Nawuk                                               | 1984         |
| 120 | Park Czaluskincau                                             | 1984         |
| 121 | Maskouskaja                                                   | 1984         |
| 122 | Uschod                                                        | 1986         |
| 123 | Barysauski Trakt                                              | 2007         |
| 124 | Uruczcza                                                      | 2007         |